# Torre de Porcelana de Nanquim

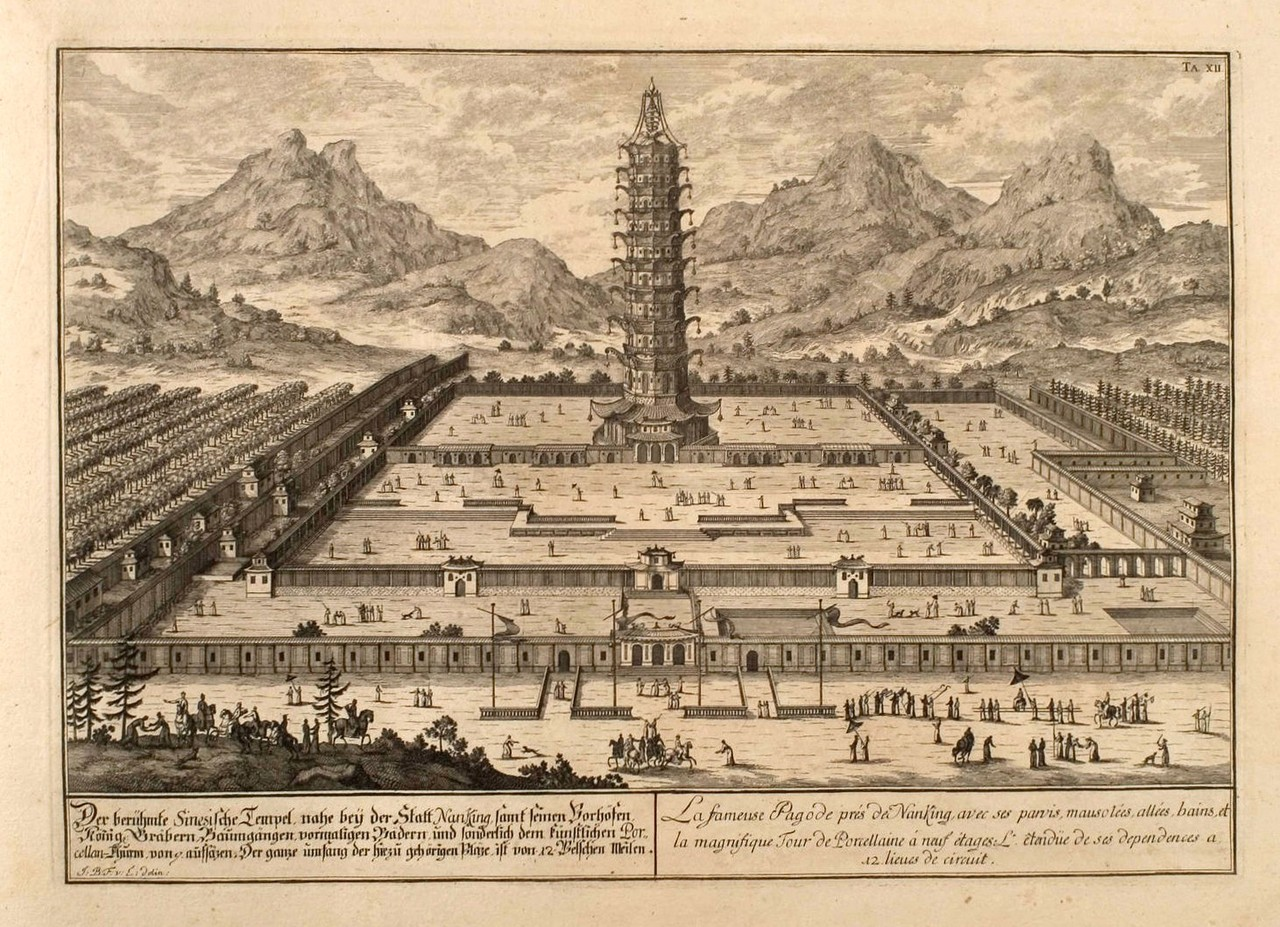
O Pagode de Porcelana, ilustração de Fischer von Erlach em seu Plano de Arquitetura Civil e Histórica (1721)

A Torre de Porcelana (ou Pagode de Porcelana) de Nanjing (chinês: 南京陶塔, pinyin: Nánjīng Táotǎ), também conhecida como Bao'ensi (ou seja "Templo de Gratidão"), é um sítio arqueológico histórico localizado ao Sul do Yangtze em Nanjing, China. Foi construído no século XV como um pagode budista, mas foi destruído no século XIX, durante a Rebelião Taiping. Contudo, a torre encontra-se atualmente em reconstrução.

## Descrição
A torre era octagonal com uma base de cerca de 30m (trinta metros) de diâmetro. Quando foi construída era uma das maiores construções da China, elevando-se a uma altura de quase 80 metros com nove compartimentos e uma escadaria no meio do pagode de quase 40m (quarenta metros). O topo do telhado possuía uma esfera dourada. Originalmente havia planos de adicionar mais compartimentos, de acordo com um missionário americano que visitou Nanjing em 1852. Havia poucos pagodes chineses que ultrapassavam sua altura, como o "Pagode Liaodi" em Hebei do século XI, de cerca de 83m (oitenta e três metros) de altura, ainda existente, ou o pagode de madeira da cidade de Chang'an, do século VII, com cerca de 100m (cem metros) de altura, que já não existe.
A torre foi construída com blocos de porcelana branca que, dizia-se, refletiam os raios do sol durante o dia e tinha mais de 140 lâmpadas penduradas para iluminar a torre. Vidro e cerâmica foram trabalhados na porcelana, criando uma mistura de formas verde, amarelo, marrom (castanho) e branco nas paredes da torre, incluindo animais, flores e paisagens. A torre estava decorada também com numerosas imagens budistas.

## História
A Torre de Porcelana de Nanjing foi concebida pelo imperador chinês Yongle pouco antes de se iniciar a sua construção, no começo do século XV. Foi descoberta pelo Ocidente quando viajantes europeus a visitaram, às vezes a listando como uma das Sete maravilhas do mundo. Após esta exposição ao mundo a torre passou a ser vista como um tesouro nacional, tanto para os locais como para outras culturas ao redor do mundo.
Em 1801 um relâmpago atingiu e destruiu os três últimos compartimentos da torre mas ela foi logo restaurada. O livro The Closing Events of the Campaign in China (Eventos de Encerramento da Campanha na China) de Granville Gower Loch (1843) contém uma descrição detalhada da torre, tal como era no início dos anos 1840. Nos anos 1850 irrompeu uma guerra civil na área em volta da torre quando a Rebelião Taiping alcançou Nanjing e os rebeldes Taiping tomaram a cidade. Eles destruíram as imagens budistas e as escadarias internas para não permitir que a plataforma fosse utilizada como um ponto de observação pelo inimigo Qing. Marinheiros americanos chegaram à cidade em maio de 1854 e visitaram a torre oca. Em 1856 os Taiping destruíram a torre para impedir que uma facção hostil a utilizasse para observar e bombardear a cidade. Após isto, os escombros da torre permaneceram esquecidos até recentemente, quando se iniciou um esforço para reconstruir o marco histórico.